# Straumen (Sørfold)
Straumen ist ein Tettsted und das administrative Zentrum in der Gemeinde Sørfold in Nordland. Der Ort hat 854 Einwohner (Stand: 1. Januar 2024).

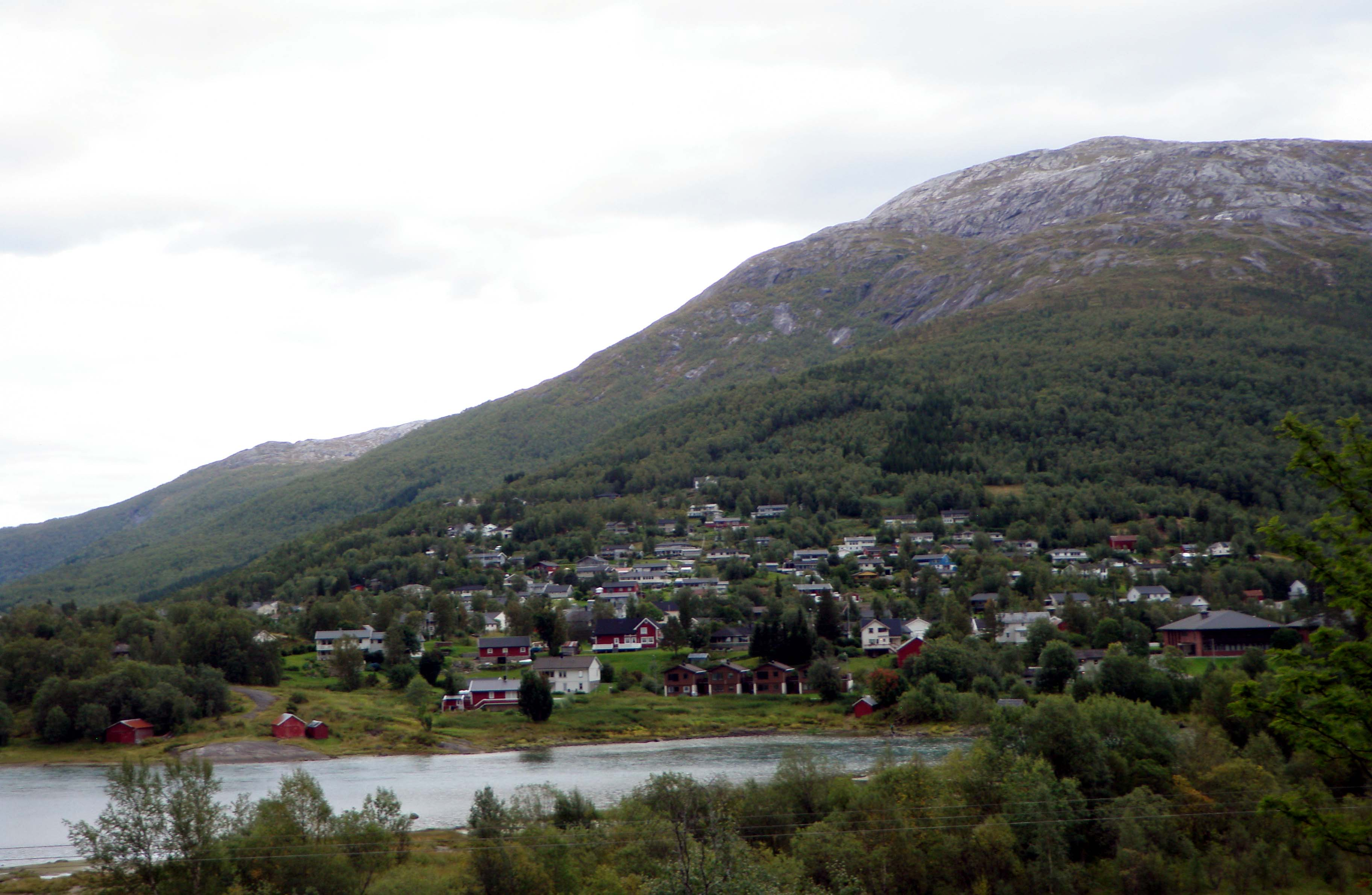
Straumen

Straumen liegt im innersten Teil des Fjords Sørfolda. Der größte Arbeitgeber ist Elkem Salten. Die Firma produziert Ferrosilicium für den europäischen Markt.
Der Club Sørfold Innebandyklubb spielt zusammen mit Clubs aus Bodø und Alta in der höchsten Unihockey-Liga für Nordnorwegen.
Die Postleitzahl ist 8226.
Der Ort hätte einen Bahnhof an der nicht fertiggestellten Polarbahn erhalten.